# Forte Cariola
Il forte Cariola (anche Carriola) è una fortificazione dell'impero austro-ungarico edificata nel 1910 con funzione di collegamento con la Valle di Ledro. Il forte appartiene al grande sistema di fortificazioni austriache al confine italiano.

## Presentazione
Il forte Cariola è un forte ormai ridotto a rudere facente parte dello Sbarramento di Lardaro. Il manufatto, originariamente dotato di una cupola armata girevole, si trova in una località nei pressi dell'abitato di Por, frazione del comune di Pieve di Bono-Prezzo, situato sulla sponda orientale della valle, ad un'altezza di circa 1.054 m s.l.m.
Per la sua costruzione, dato che fu uno degli ultimi forti costruiti in Trentino, si può notare l'abbondante uso di calcestruzzo armato di putrelle con un'altezza di circa 0,50 m. Per questo motivo, al termine della Seconda Guerra Mondiale il forte è stato fatto implodere, consentendo così il recupero di ingenti e preziose quantità di ferro.
Il forte Cariola fu in gran parte distrutto nel 1928 da una ditta che aveva vinto l'appalto indetto dal Ministero delle Finanze per recuperare la ingente quantità di ferro in potrelle  usato per sostenere i vari piani e la copertura in cemento.